# XVII millennio a.C.
Il XVII millennio a.C. inizia il 1º gennaio dell'anno 17000 a.C. e termina il 31 dicembre dell'anno 16001 a.C. incluso.

## Avvenimenti
- intorno all'anno 17000 a.C. - Europa: Crescita della rigidità dell'ultima glaciazione

## Invenzioni, scoperte, innovazioni
- intorno all'anno 16500 a.C. - Europa: Occupazione della grotta di Altamira in Spagna (fino al 12000 a.C.), che si trovano nei pressi di Santillana del Mar in Cantabria, 30 chilometri ad ovest di Santander, una delle massime e più tipiche espressioni di Arte paleolitica, Pitture rupestri e Incisioni rupestri. Gli artisti usarono carbone e ocra o ematite per dipingere, spesso diluendo i colori per produrre tonalità diverse e creare così effetti di chiaroscuro; sfruttarono anche i contorni naturali dei muri per dare un'impressione di tridimensionalità ai soggetti. Il Soffitto Multicolore è l'opera più appariscente e mostra un branco di bisonti in differenti posizioni, due cavalli, un grande cervo e quello che sembra essere un cinghiale.